# École nationale supérieure d'agriculture coloniale
L'École nationale supérieure d'agriculture coloniale (ENSAC) est une ancienne école française créée en 1902 à Nogent-sur-Marne près de Paris au sein du jardin colonial, appelé aujourd'hui « Jardin d'agronomie tropicale de Paris », et où se trouvent encore des équipes du Centre de coopération internationale en recherche agronomique pour le développement (CIRAD).
L'école s'est appelée successivement : Institut national d'agronomie coloniale (1921) ; Institut national agronomique de la France d'Outre-Mer (1934) ; École supérieure d'application d’agriculture tropicale (1939, avec déménagement à Paris) ; Centre national d'études agronomiques tropicales (1961-1980, avec retour à Nogent) ; Centre national d'études agronomiques des régions chaudes (1980, avec déménagement à Montpellier).

## Histoire
L'École nationale supérieure d'agriculture coloniale (ENSAC) est créée en 1902 à Nogent-sur-Marne près de Paris. Le Jardin colonial était une station de recherche agricole fondée en 1899 et dirigée par Jean Dybowski (1856-1928), ingénieur agronome et agricole, professeur à l'Institut national agronomique (INA) à Paris. Dybowski dirigera également l'ENSAC jusqu'en 1909, date à laquelle il est remplacé par Émile Prudhomme.
Sous la tutelle du ministère des Colonies, l'ENSAC était destinée à former des cadres techniques agricoles des colonies françaises. La formation se faisait en un an seulement — c'était une sorte de spécialisation après les deux années d'études à l'Institut national agronomique (INA) qui était ouverte aux auditeurs libres en plus des élèves réguliers. Des enjeux d'influence étaient alors très forts car le Muséum national d'histoire naturelle dirigé par une personnalité scientifique hors du commun, Auguste Chevalier, réclamait la création de cette école en son sein (et donc sous la dépendance d'un autre ministère). Cette rivalité se retrouve par exemple en 1901 avec la publication de bulletins présentant les travaux effectués par les services agricoles coloniaux sous le titre L'Agriculture pratique des pays chauds, puis L'Agronomie coloniale (de 1913 à 1939) et L'Agriculture tropicale, tandis que le Muséum édite la Revue de Botanique appliquée et d'Agriculture coloniale (tome Ier en 1921) puis tropicale en 1930 (tome X) ou avant.
En fait, on lit aussi les noms École nationale d'agronomie (sic) coloniale (ENAC) et École supérieure d'agriculture coloniale (mais jamais l'acronyme ESAC) sur des documents récents écrits par des agronomes s'intéressant à l'histoire, mais le nom réel comporte bien les deux adjectifs conjoints et le mot agriculture dès l'origine.
L'école a eu successivement plusieurs noms :
- INAC en 1921[5] : Institut national d'agronomie coloniale.
- INAFOM en 1934[6] : Institut national agronomique de la France d'Outre-Mer.
- ESAAT en 1939[7] : École supérieure d'application d’agriculture tropicale avec déménagement à Paris (rue du Général Foy puis rue Monsieur).
- CNEAT en 1961 avec « retour » à Nogent-sur-Marne : Centre national d'études agronomiques tropicales.
- CNEARC en 1980[8] lors du déménagement à Montpellier : Centre national d'études agronomiques des régions chaudes. Le centre occupe un temps des locaux de l'Institut agronomique méditerranéen (IAM) avant que le bâtiment actuel ne soit construit.
- Irc (en minuscules pour éviter la proximité avec IRD) en 2007 : Institut des régions chaudes lors de la fusion au sein de Montpellier SupAgro (ou Centre international d’études supérieures en sciences agronomiques) réunissant l’École nationale supérieure agronomique de Montpellier (ENSAM), le CNEARC, la SIARC (Section des ingénieurs agroalimentaires pour les régions chaudes, créée en 1976 et dépendant de l'ENSIA de Massy), et le CEP (Centre d'expérimentations pédagogiques) de Florac[9].

Ces changements de noms successifs marquent à chaque fois des réorientations.
- En 1921, fusion de l'ENSAC avec le Jardin colonial précédé, l'année d'avant en 1920, de la division de l'école en deux sections : la Section agronomique décernant le diplôme d'Ingénieur d'agronomie coloniale et la Section agricole formant des Ingénieurs d'agriculture coloniale. Cette réforme est simultanée avec la création du corps des Ingénieurs des travaux d'agriculture d'Outre-Mer le 1er août 1920[10].
- En 1934 et après l'Exposition coloniale universelle de 1931, changement de vision des relations de la France avec son empire, sans que l'organisation des études et l'existence des deux sections en soient modifiées.
- En 1939, scission de l'institut (ou « empire Prudhomme » du nom du directeur depuis 1909) en ESAAT, l'école de formation, et en Section technique d'agriculture coloniale (STAC) puis tropicale (STAT) réunissant les services et laboratoires d'études de l'institut disparu. La notion d’« application » dans le nom de l'école vise à faire de l'ESAAT une spécialisation de l'Institut national agronomique (INA) et des Écoles nationales d'agriculture (ENA) au même titre que l'École du génie rural ou celle des Eaux et Forêts[10].
- En 1980, réforme de l'enseignement et définition d'une identité forte comme un nouveau souffle alors que le centre aurait pu disparaître au motif de rationalisation et à cause du souhait de certains d'éliminer une école au passé évidemment colonial.
- En 2007, fusion au sein d'une institution où l'ex-centre devenu institut n'a plus qu'une autonomie limitée mais conserve sa spécificité de lier le développement agricole et l'agro-alimentaire dans ses formations ; avec le temps, les formations en agro-alimentaire de l'ex-SIARC ne sont plus portées par un service spécifique et on peut se demander si la disparition progressive de l'identité même de l'institut est à l’œuvre à l'occasion de la restructuration économique de SupAgro organisée par le haut à partir de mi 2013.[réf. nécessaire]

### Anciens élèves
- François Sigaut (1940-2013), promotion 1962[11].
- René Dumont (1904-2001), premier candidat écologiste à l'élection présidentielle française en 1974
- Henri Stehlé (1909-1983), fondateur du Centre de Recherches INRA Antilles-Guyane en 1949
- Raymond Vergès (1882-1957)
- Paul Panda Farnana (1888-1930)